# 崔昌彦
崔 昌彦（チェ・チャンオン、최창언、1921年12月3日-1982年4月4日）は大韓民国の軍人。創氏改名時の日本名は原山武憲。太極武功勲章授与者。

## 経歴
1921年12月、咸鏡北道鏡城郡に生まれる。後の韓国陸軍大将丁一権と同じ光明中学校卒業。新京軍官学校予科第1期卒業（生徒隊予科第1連第1区隊工兵科）、陸軍士官学校に留学して工兵科卒業（第56期相当）。第2次世界大戦終戦時は満州国軍中尉。
1946年6月12日付で軍事英語学校を卒業して大尉に任官（軍番10095番）。第7連隊の創設に参加。1947年1月16日、第4連隊（連隊長：李翰林少領）第1大隊長。同年6月に霊岩軍警衝突事件が起きると警備士官学校に転出。
1948年12月15日、陸軍本部工兵監。1949年6月20日、首都警備司令部参謀長。同年7月1日、陸軍参謀学校教官。同年8月12日、第2師団参謀長。
1950年8月26日、陸軍大領。翌日、戦死した李暎圭中領に代わり第5連隊長。同年9月30日、第7師団副師団長。同年12月16日、第2訓練所長。
1951年3月1日、陸軍下士官学校校長。同年4月1日、第2訓練所長。同年7月22日、第6師団（師団長：張都暎准将）副師団長。
1952年6月16日、第1訓練所（所長：張都暎准将）副所長。
1953年4月25日、准将進級と同時に首都師団長就任。
1955年3月、陸軍大学第7期入学。
1957年5月20日、第2軍管区司令官。
1958年3月、国防部政訓局長。
1960年、国防大学院卒業、歩兵学校校長。
1961年、第3軍団長、任中将。
1963年、国防大学院院長。
1966年2月10日、予備役編入。予備役編入後は忠州肥料株式会社副社長。
2008年4月28日に民族問題研究所と親日人名辞典編纂委員会が発表した親日人名辞典収録対象者軍部門に記載。

## 勲章
- 太極武功勲章 - 1954年7月28日
- 忠武武功勲章
- 花郎武功勲章
- レジオン・オブ・メリット - 1953年4月23日[17]
- シルバースター - 1954年5月13日[18]
- 国連従軍記章（英語版）